# Королевская декларация 1763 года

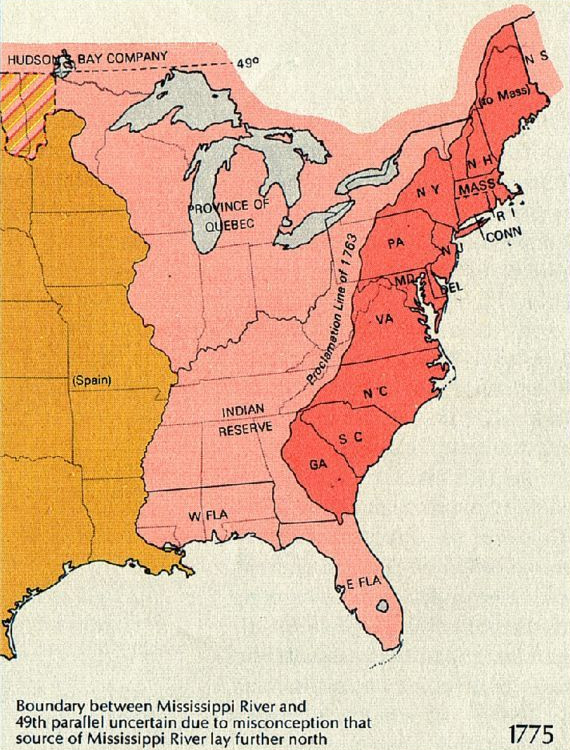
Линия, определённая декларацией 1763, разграничивает индейскую территорию (розового цвета) и Тринадцать колоний (красного цвета).

Короле́вская деклара́ция 1763 го́да (англ. Royal Proclamation of 1763) была издана 7 октября 1763 английским королём Георгом III после приобретения Великобританией французских территорий и после окончания Семилетней войны. Прокламация имела целью обустроить обширные новые британские земли в Северной Америке и стабилизировать отношения с индейцами путём регламентации торговли мехами, колонизации и покупки земель на западной границе. Целью Королевской декларации 1763 была также ассимиляция «канадцев», как тогда называли французское население. Основной же целью было сделать из Канады настоящую британскую колонию. Она также известна под английскими названиями «Indian Bill of Rights» или «Magna Carta for Indian affairs».

## Цели
После Семилетней войны Великобритания приобрела французские североамериканские колонии. Королевская декларация 1763 г. имела целью основать и обустроить британскую колониальную империю в этой части света. Кроме того, корона стремилась умиротворить индейцев: многие племена во время войны поддержали французов и после их поражения устроили восстание. Прокламация была призвана снять у индейцев опасения насчёт массового приезда на их земли белых фермеров. Население Тринадцати колоний было действительно намного многочисленнее, чем в Новой Франции, и прибывавшие в значительном количестве европейские переселенцы требовали новых земель для проживания. «Фронтир» особенно привлекал иммигрантов из Шотландии, а затем — из Германии. Истощение земель к востоку от Аппалачей и демографическое давление усиливали желание колонистов получить новые земли.

## Положения

### Прекращение колонизации
Прокламация запрещала жителям Тринадцати колоний поселяться и покупать земли к западу от водораздела, идущего вдоль Аппалачей. При этом не подлежала колонизации известная своей плодородностью долина Огайо. Вместе с тем Корона оставила за собой исключительное право на приобретение индейских земель, и король гарантировал защиту индейских народов. Англия оставила за собой и часть американских лесов. Королевская декларация была предвестием новых соглашений о колонизации, торговле и заселении.

### Организация и защита новых английских территорий
Текст 1763 года, кроме того, утверждал организацию новых колоний Квебек, Восточная Флорида и Западная Флорида.
Лондон уже наметил сооружение британских фортов вдоль границы заселения; их размещение должно было обеспечивать соблюдение Прокламации, а также благоприятствовать торговле мехами с индейцами. Британское правительство предполагало, что эти форпосты будут охранять Тринадцать колоний и что их финансирование выпадет на долю колонистов.

## Последствия и реакция

### В Канаде

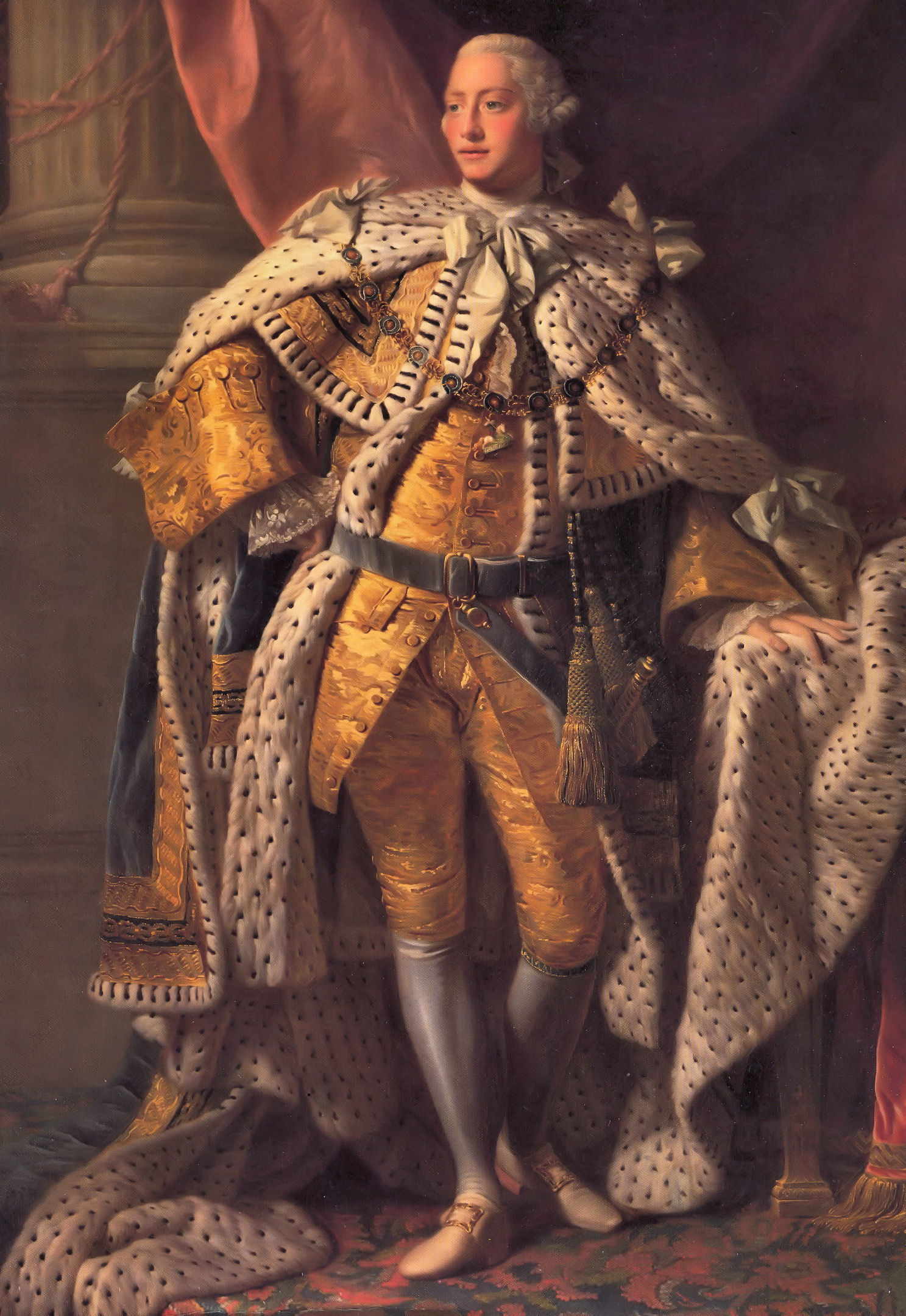
Король Георг III

Королевская декларация де-факто стала первой конституцией недавно завоёванной Великобританией территории (Канады и её территорий, а также острова Руаяль). Целью декларации было как можно скорее придать этой новой колонии, заселённой, главным образом, франкоязычными канадцами, британский облик. Началом стало точное определение территории, примерно соответствующей долине реки Святого Лаврентия, которой дали название «Провинция Квебек». При этом название «провинция» использовалось из-за того, что происходит от латинского «pro victis» — «для побеждённых».
Планировалось ввести там как гражданские, так и уголовные английские законы. Гражданские английские законы, в частности, подвергали опасности помещичий режим, так как о нём в этом кодексе ничего не упоминалось. Это вызывало сильное беспокойство у помещиков, которые должны были прекратить взимать повинности со своих цензитариев. Католические религиозные обряды допускались, но положение католической церкви не было законным, что означало, что кюре не могли взимать десятину со своих прихожан.
К тому же новый губернатор Мюррей получил инструкцию не допускать никакого вмешательства Римской церкви в дела провинции. Причина была довольно проста. Так как местные католики больше не имели епископа (он умер в 1760), стало невозможным рукоположение новых священников. Это означало, что со временем католическое духовенство должно было вымереть само по себе. По вопросу религии губернатора также предупредили, что он должен требовать присягать по-англикански каждого, кто намерен поступить на гражданскую службу. Это имело целью устранение канадцев с помощью дискриминирующей политики в их отношении.
Наконец, для скорейшей и многочисленной британской иммиграции в провинцию губернатор должен был основать англиканские школы и размежевать землю английским способом, на кантоны.

### Недовольство американских колонистов
Первое время британская победа вызывала энтузиазм у американских колонистов, так как означала окончание войны и индейских нападений. Уступка Францией колоний к востоку от Миссисипи предоставляла новые земли для использования.
Но Королевская декларация 1763 возмутила американских колонистов, уже поселившихся на индейских территориях. Они должны были отдать землю и вернуться в Тринадцать колоний. Некоторые были убеждены, что король желал разместить американских колонистов на прибрежной полосе, чтобы лучше их контролировать. Колонисты отказывались финансировать сооружение и содержание королевских форпостов на линии, определённой Прокламацией. Запретив американскую колонизацию Запада, Великобритания вызвала недовольство фермеров и землевладельцев в момент демографического роста 13 колоний.
Устранение французов из Канады в 1763 обеспечивало безопасность Тринадцати колоний, которые считали, что более не нуждались в английской военной защите. Американцы с трудом терпели в колониях постоянные английские войска, когда настал мир; а присутствие войск воспринималось как инструмент тирании.
Королевская декларация 1763 вынудила франкоязычное население Канады ограничиться занимаемым им пространством. Эти новые границы можно определить по расположению городов Саскатун, Реджайна и Мелфорт.

## Преемственность
В настоящее время в мире существует пять подлинных экземпляров Королевской декларации: они хранятся в Массачусетском архиве (Бостон), Университете Брауна (Провиденс), зале Ланда Университета Макгилла (Монреаль), Английском обществе антикваров и Библиотеке Тайного совета (Лондон).
Королевская декларация 1763 послужила моделью при заключении многих договоров с индейцами.
Прокламация 1763 упоминается в статье 25а Канадской хартии прав и свобод, где говорится, что Хартия гарантирует права и свободы, признаваемые Прокламацией.

### Статьи
- Robert F. Oaks. The Impact of British Western Policy on the Coming of the American Revolution in Pennsylvania (англ.) // The Pennsylvania Magazine of History and Biography. — University of Pennsylvania Press, 1977. — Vol. 101, iss. 2. — P. 171-189.